# Pontus Frostvik
Carl Pontus Frostvik, mer känd som GGFrolle, född 19 oktober 1995 i Norrstrands församling i Karlstad, är en svensk underhållare, gamer, tränare och e-sportsprofil som använder sig av YouTube för att nå ut till sina tittare. I januari 2020 hade han 115 000 prenumeranter på sin huvudkanal GGFrolle och 66 300 prenumeranter på sin andrakanal GGFrolle2. På Youtube laddar han huvudsakligen upp videos när han spelar datorspelen FIFA och Fortnite.
År 2017 var GGFrolle nominerad till årets gamer i youtube-galan Guldtuben och sedan 2018 är han assisterande huvudtränare för Svenska Fotbollförbundets eget FIFA-landslag. Pontus drev också tillsammans med youtubaren och vännen AnteeeWAlleY podcasten Nästa år med Ante & Frolle. Poddens första avsnitt släpptes den 23 oktober 2018 och det sista avsnittet släpptes den 3 april 2021.
Våren 2020 blev Frostvik Stryktipsets utrikeskorrespondent i den nya satsningen Stryktipskorren där han veckovis rapporterade hem från London om både små och stora nyheter. Hösten 2020 meddelades att Frostvik skulle bli manager för IFK Göteborgs nystartade eSports-lag.